# Elezioni parlamentari in Algeria del 2002
Le elezioni parlamentari in Algeria del 2002 si tennero il 30 maggio per il rinnovo dell'Assemblea popolare nazionale.
L'elezione vide sfidarsi 10.052 candidati, provenienti da 23 differenti partiti politici. Tra i candidati, 694 erano donne e 1.266 erano indipendenti.
La campagna elettorale iniziò ufficialmente il 9 maggio.

## Risultati
| Liste                                              | Voti      | %     | Seggi |
| -------------------------------------------------- | --------- | ----- | ----- |
| Fronte di Liberazione Nazionale                    | 2.638.345 | 35,55 | 199   |
| Movimento per la Riforma Nazionale                 | 748.843   | 10,09 | 43    |
| Raggruppamento Nazionale Democratico               | 633.272   | 8,53  | 47    |
| Movimento della Società per la Pace                | 574.967   | 7,75  | 38    |
| Partito dei Lavoratori                             | 356.254   | 4,80  | 21    |
| Movimento della Rinascita Islamica                 | 265.420   | 3,58  | 1     |
| Fronte Nazionale Algerino                          | 235.066   | 3,17  | 8     |
| Partito del Rinnovamento Algerino                  | 159.775   | 2,15  | 1     |
| Movimento dell'Intesa Nazionale                    | 140.489   | 1,89  | 1     |
| Partito Nazionale per la Solidarietà e lo Sviluppo | 135.646   | 1,83  | -     |
| Movimento Nazionale per la Gioventù Algerina       | 88.534    | 1,19  | -     |
| Raggruppamento per l'Unità Nazionale               | 77.293    | 1,04  | -     |
| Raggruppamento per l'Algeria                       | 68.014    | 0,92  | -     |
| Ahd 54                                             | 66.774    | 0,90  | -     |
| Movimento per la Gioventù e la Democrazia          | 64.881    | 0,87  | -     |
| Partito Repubblicano Progressista                  | 58.162    | 0,78  | -     |
| Movimento Nazionale della Speranza                 | 53.480    | 0,72  | -     |
| Raggruppamento Nazionale Costituzionale            | 51.870    | 0,70  | -     |
| Raggruppamento Patriottico Repubblicano            | 49.650    | 0,67  | -     |
| Raggruppamento Algerino                            | 48.104    | 0,65  | -     |
| Unione per la Democrazia e le Libertà              | 41.180    | 0,55  | -     |
| Fronte degli Algerini Democratici                  | 40.274    | 0,54  | -     |
| Movimento Nazionale per la Natura e lo Sviluppo    | 34.596    | 0,47  | -     |
| Indipendenti                                       | 731.289   | 9,85  | 30    |
| Totale                                             | 7.362.178 |       |       |
| Altri                                              | 58.689    | 0,79  | -     |
| Totale                                             | 7.420.867 | 100   | 389   |
| Votanti                                            | 8.288.536 |       |       |

- Il Consiglio costituzionale distingue tra voti complessivamente ottenuti dalle singole liste e voti risultati utili ai fini dell'attribuzione dei seggi; in tale ultimo computo, pertanto, sono esclusi i voti, anche ottenuti dalle liste assegnatarie di seggi, i quali, in singole circoscrizioni, non abbiano determinato l'attribuzione di seggi.